# 時又站
時又站（日语：／ Tokimata eki */?）是位於長野縣飯田市時又935號，東海旅客鐵道（JR東海）的飯田線車站。

## 歷史
- 1927年（昭和2年）12月26日 - 伊那電氣鐵道（日语：伊那電気鉄道）天龍峽站至駄科站之間開通，此站啟用[1]。為一般車站。
- 1943年（昭和18年）8月1日 - 伊那電氣鐵道線被國有化，成為飯田線的一部分[2]。
- 1971年（昭和46年）12月1日 - 結束行李起卸業務。
- 1974年（昭和49年）12月1日 - 除了在專用線出發或到達的車載貨物外，其他貨物起卸業務，成為旅客車站。
- 1984年（昭和59年）2月24日 - 隨著飯田線南部CTC化，此站成為無人車站。
- 1987年（昭和62年）4月1日 - 伴隨國鐵分割民營化，車站由東海旅客鐵道（JR東海）營運。
- 2001年（平成13年）4月1日 - 國土交通省、長野縣、飯田市和中部電力進行「中心市街地活性化河川等空間工程」，車站內的配線變更。
- 2009年（平成21年） - 翻新車站大樓[1]。

## 車站構造
車站是一座地面車站，設有2面2線相對式月台，可進行列車交會。同時設有留置線，用作停泊維護路軌車輛。兩月台之間設有站內平交道。車站大樓位於上行線側。此站由飯田站管理的無人車站。

### 月台
| 月台 | 路線   | 上下行 | 方向             |
| ---- | ------ | ------ | ---------------- |
| 1    | 飯田線 | 上行   | 天龍峽、豐橋方向 |
| 2    | 飯田線 | 下行   | 飯田、辰野方向   |

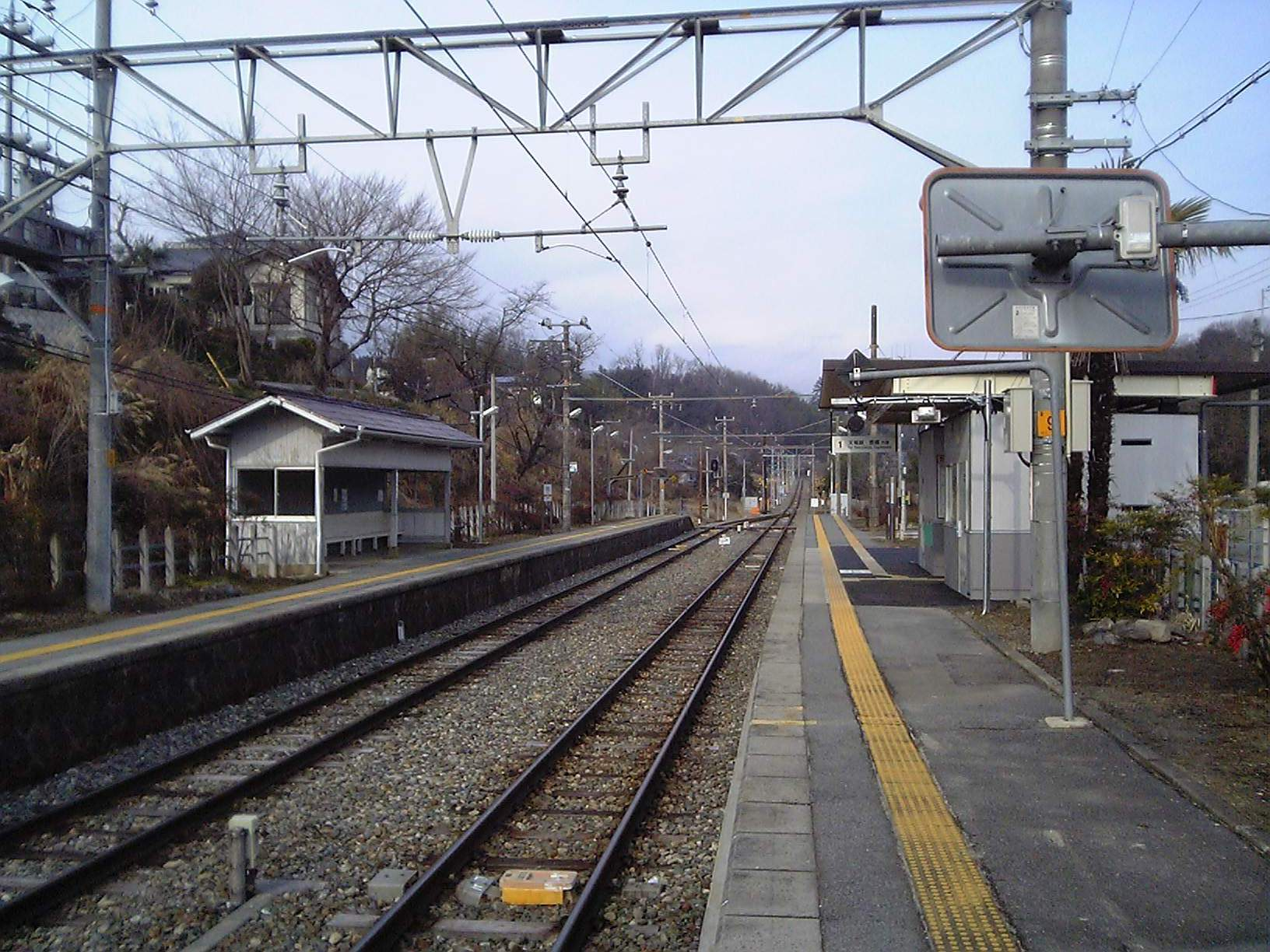
月台（2009年12月）
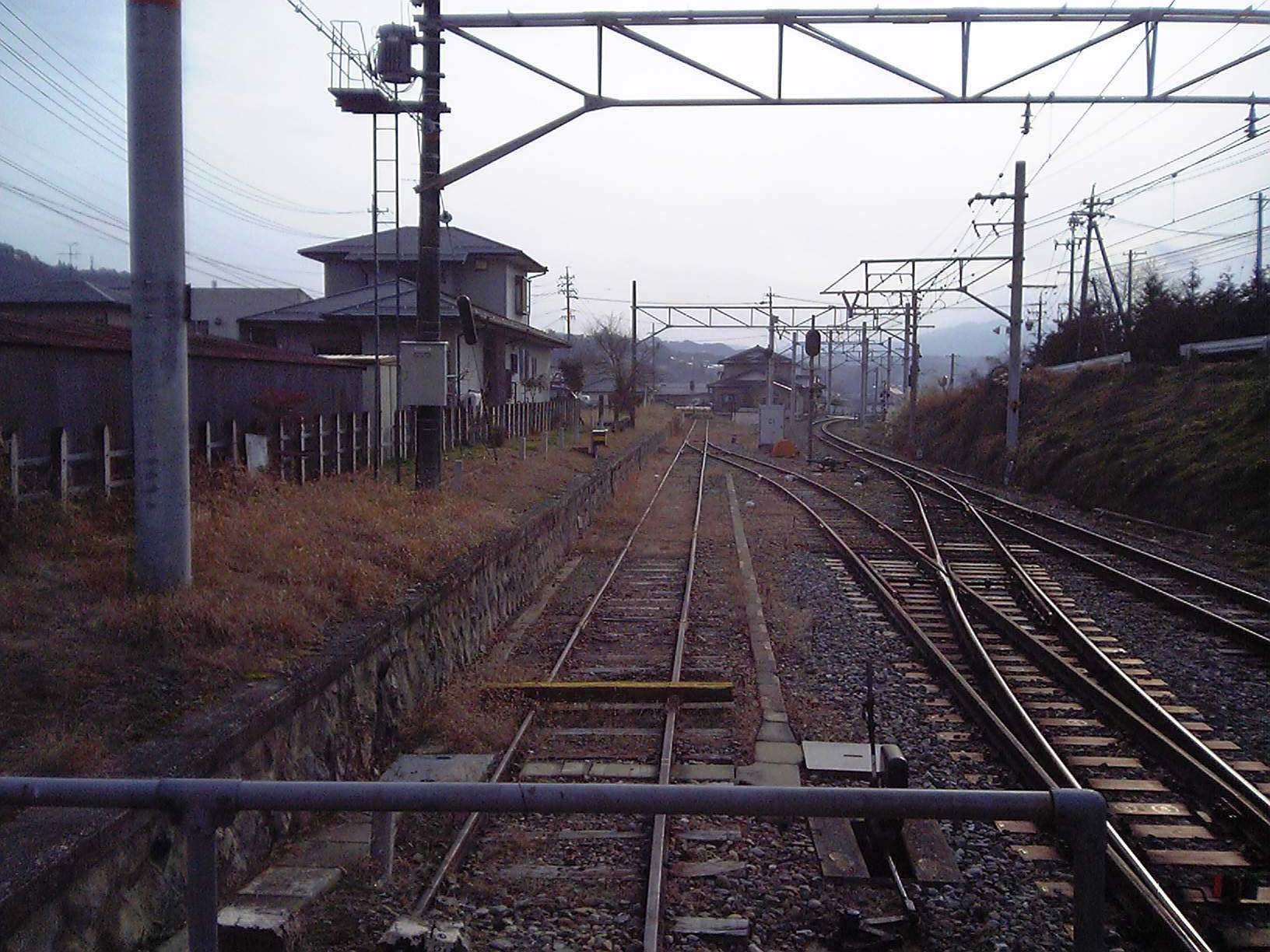
留置線（2009年12月）

## 使用狀況
根據「飯田市統計書」，以下為1日平均乘車人次列表：
| 年度 | 1日平均 乘車人次 |
| ---- | ---------------- |
| 2003 | 162              |
| 2004 | 161              |
| 2005 | 139              |
| 2006 | 132              |
| 2007 | 107              |
| 2008 | 109              |
| 2009 | 101              |
| 2010 | 111              |
| 2011 | 105              |
| 2012 | 102              |
| 2013 | 113              |
| 2014 | 111              |
| 2015 | 117              |
| 2016 | 118              |
| 2017 | 106              |

## 車站周邊
- 龍丘郵局
- 飯田警署（日语：飯田警察署）龍丘駐在所
- 飯田市立站丘小學
- 天龍川
- 時又港 - 天龍船下行的下船處[1]
- 國道151號（日语：国道151号）

## 相鄰車站
東海旅客鐵道（JR東海）
 飯田線
川路－時又－駄科

## 注腳
1. 1 2 3 4 5 6 7 8 9 10 11 12 13 14  信濃毎日新聞社出版部. . 信濃毎日新聞社. 2011-07-24: 220. ISBN 9784784071647.
2. ↑  「鉄道省告示第204号」『官報』1943年7月26日（國立國會圖書館數碼化收藏）
3. 1 2  採用車站時間表的方向資訊。詳情參見JR東海官方網站的各站時間表 （页面存档备份，存于）（截至2015年1月）。